# 遮光器

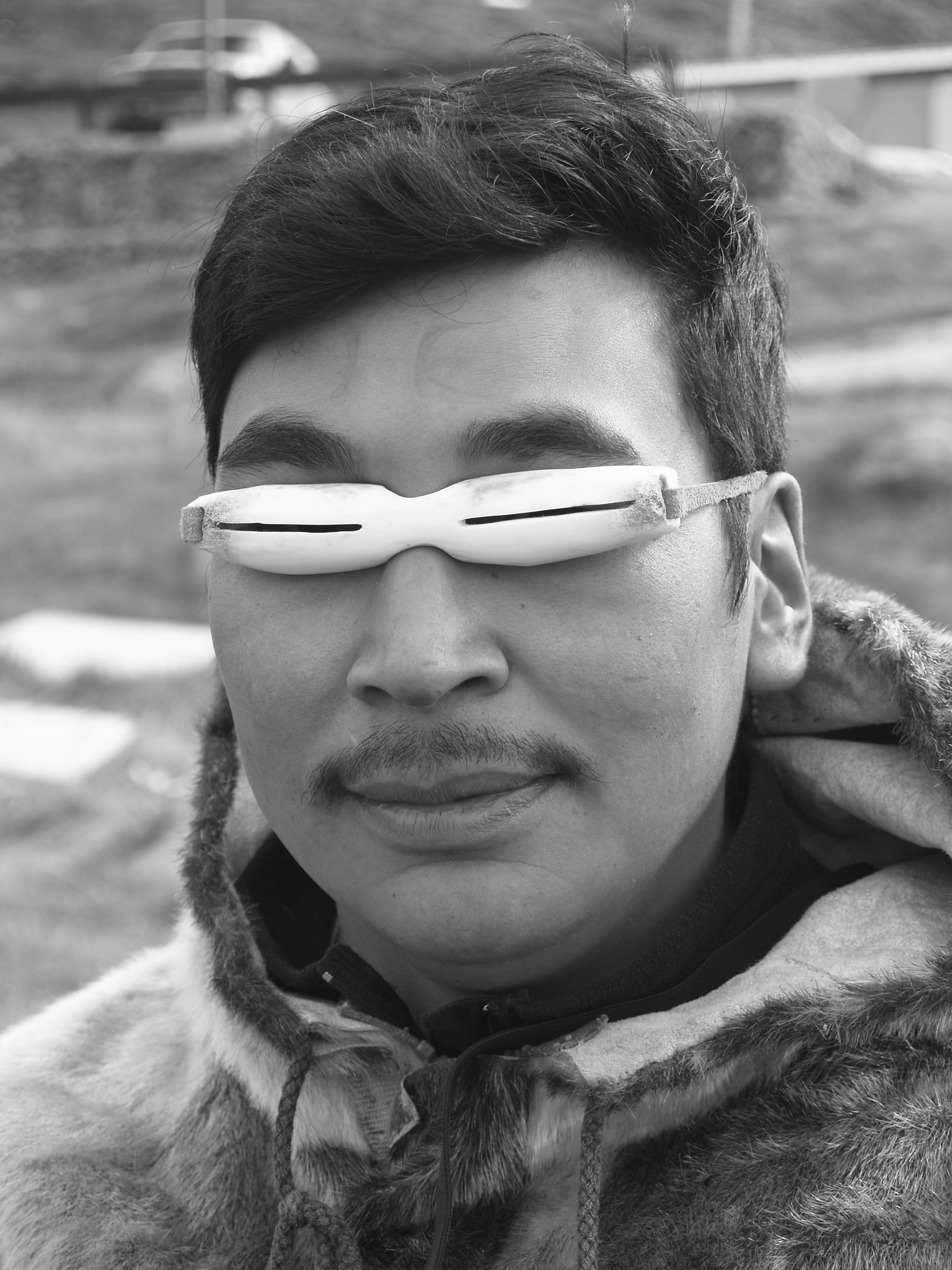
カリブーの枝角から作られた遮光器。つるはカリブーの腱。

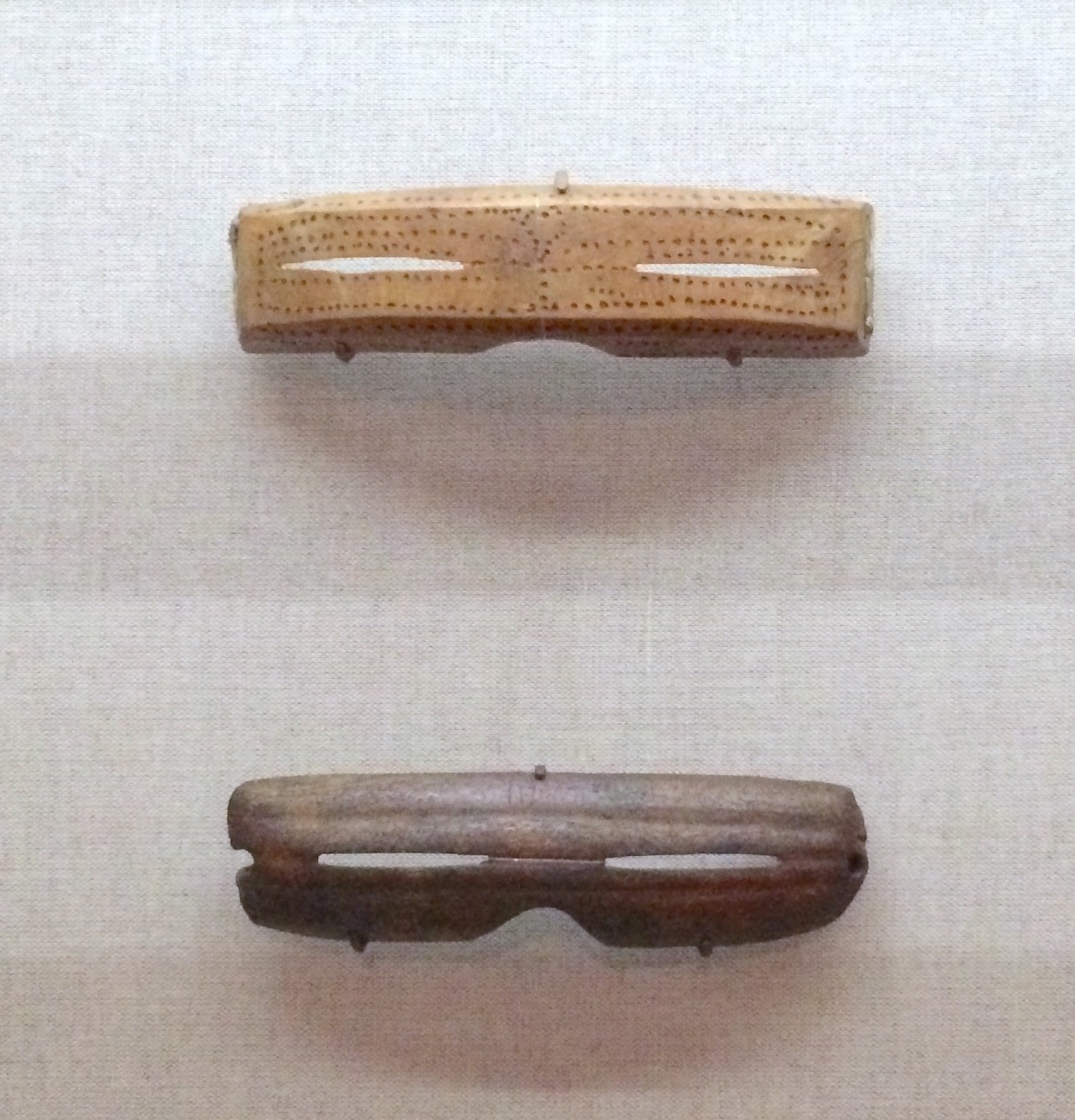
アラスカの遮光器。彫刻された木（上、1880年から1890年）と、カリブーの角（下、1000年から1800年）製。

遮光器（しゃこうき）は、北極圏に暮らすエスキモーが雪目を防ぐために伝統的に使用してきたゴーグル。
遮光器は伝統的に流木（特にトウヒ）、骨、セイウチの牙、カリブーの角などで出来ている。着用者の顔に合うように彫られ、前面には細いスリットが水平に1本ほど刻まれている。顔にぴったりとフィットしているため光が入るのはスリットを通してのみで、内側にはすすを塗ってまぶしさを軽減することもある。スリットは、光の入射量を減らすためだけでなく、視力を向上させるためにも狭くなっている。スリットの幅が広いほど視野は広くなる。